# BMW E89
BMW E89 (eller BMW Z4) är en sportbil, tillverkad av den tyska biltillverkaren BMW mellan 2009 och 2016.

## Motor
| Modell         | Årsmodell | Motor                    | Cylindervolym | Effekt | Bränslesystem            |
| -------------- | --------- | ------------------------ | ------------- | ------ | ------------------------ |
| Z4 sDrive 18i  | 2013-16   | N20: 4-cyl radmotor DOHC | 1997 cm³      | 156 hk | Direktinsprutning, turbo |
| Z4 sDrive 20i  | 2012-16   | N20: 4-cyl radmotor DOHC | 1997 cm³      | 184 hk | Direktinsprutning, turbo |
| Z4 sDrive 23i  | 2009-11   | N52: 6-cyl radmotor DOHC | 2497 cm³      | 204 hk | Bränsleinsprutning       |
| Z4 sDrive 28i  | 2012-16   | N20: 4-cyl radmotor DOHC | 1997 cm³      | 245 hk | Direktinsprutning, turbo |
| Z4 sDrive 30i  | 2009-11   | N52: 6-cyl radmotor DOHC | 2996 cm³      | 258 hk | Bränsleinsprutning       |
| Z4 sDrive 35i  | 2009-16   | N54: 6-cyl radmotor DOHC | 2979 cm³      | 306 hk | Direktinsprutning, turbo |
| Z4 sDrive 35is | 2011-16   | N54: 6-cyl radmotor DOHC | 2979 cm³      | 340 hk | Direktinsprutning, turbo |